# كوم النجار
كوم النجار إحدى قرى مركز بسيون التابع لمحافظة الغربية بجمهورية مصر العربية.

## التاريخ
قرية كوم النجار من القرى القديمة، واسمها الأصلي وقت الفتح الإسلامي لمصر بشنجري (بالقبطية: Pechingeri)‏، واسمها العربي القديم سنجار. خربت القرية في عهد الإسلامي الأول ثم عمرت في العهد الجركسي ولكن باسم كوم النجار. وقد وردت باسم كوم النجار في أعمال الغربية ضمن قرى الروك الصلاحي التي أحصاها ابن مماتي في كتاب قوانين الدواوين، كما وردت باسم كوم النجار في أعمال الغربية ضمن قرى الروك الناصري التي أحصاها ابن الجيعان في كتاب «التحفة السنية بأسماء البلاد المصرية».
كان اسمها في تربيع سنة 933هـ/1527م الذي أجراه الوالي العثماني سليمان باشا الخادم في عصر السلطان العثماني سليمان القانوني كوم النجار ضمن قرى ولاية الغربية، وفي تاريخ 1228هـ/1813م الذي عدّ قرى مصر بعد المسح الذي قام به محمد علي باشا باسم كوم النجار ضمن قرى مديرية الغربية، وفي نفس العام فصلت عنها منشأة اليعقوبية.

## السكان
بلغ عدد سكان كوم النجار 12,031 نسمة حسب تقدير عام 2018.
| السنة  | 1882 | 1897 | 1907 | 1927 | 1947 | 1960 | 1976 | 1986 | 1996 | 2006  | 2018   |
| ------ | ---- | ---- | ---- | ---- | ---- | ---- | ---- | ---- | ---- | ----- | ------ |
| القرية | 1813 | 2461 | 3725 | 3474 | 3654 | 4495 | 5938 | 7135 | 8543 | 9,911 | 12,031 |